# إنريكو كاساني
إنريكو كاساني (بالإيطالية: Enrico Cassani)‏ ولد بتاريخ 15 فبراير 1972 في إيطاليا، هو دراج إيطالي سابق.

## روابط خارجية
- إنريكو كاساني على موقع أرشيف الدراجات (الإنجليزية)
- إنريكو كاساني على موقع إحصائيات الدراجات الإحترافية (الإنجليزية)
- إنريكو كاساني على موقع CycleBase (الإنجليزية)